# Ґберу
Ґберу (д/н — бл. 1746) — 21-й алаафін (володар) держави Ойо в 1735—1746 роках. Мав успіх у походах. невдачі у боротьбі із знаттю.

## Життєпис
Ймовірно син алаафіна Оджігі. Вища рада (ойо-месі) підтримала Ґберу проти офіційного спадкоємця (аремо), який наклав на себе руки. Близько 1735 року став новим алаафіном.
Намагався продовжити політику батька щодо обмеження впливу ойо-месі. Тому домігся призначення басоруком (першим міністром і головою ойо-месі) свого друга Джамбу. Втім невдовзі той почав проводити політику на користь посилення ойо-месі.
У 1739 року відправив військо проти Агаджи, ахосу Дагомеї, що захопив 1737 року місто-порт Бадагрі, що перебувало під захистом Ойо. До 1740 року змусив супротивника підтвердити умови угоди 1730 року та сплатити відшкодування.
Невдовзі конфлікт з Джамбу загострився, що переріс у відкриту війну. За більшістю відомостей Джамбу або загинув чи його було повалено прихильниками алаафіна. Проте сам Ґберу зазнав поразки та був примушений до самогубства за офіційним звинувачення у чаклунстві. Новим алаафіном став Амуніваійє.